# تمارا تانسيكوزينا
تمارا تانسيكوزينا (بالروسية: Тансыккужина, Тамара Михайловна)‏ هيَ لاعبة ضامة دولية، وقد فازت خمس مرات في بطولة العالم للسيدات، كما فازت مرتين ببطولة المرأة الأوروبية في الضامة، وهي مُصنفة ضمن أفضل 20 لاعب في روسيا بغض النظر عن الجِنس. حَلت تمارا ضيفة تكريمية في مهرجان أُقيم في بلدها باشكورستان. في عام 2013 حصدت 8 أماكن في المجموعة ب في بطولة الضامة العالمية.
وُلدت تمارا في 11 ديسمبر 1978 في مدينة نابريجنيي تشلني ضمن الاتحاد السوفيتي.

## روابط خارجية
- معلومات لاعب على موقع fmjd.org.